# سیارک ۱۶۴۵۹
سیارک ۱۶۴۵۹ (به انگلیسی: 16459 Barth، نامگذاری:1989WE4) شانزده هزار و چهارصد و پنجاه و نهمین سیارک کشف شده‌است که در ۲۸ نوامبر ۱۹۸۹ کشف شد.
قدر مطلق سیارک برابر ۱۵٫۱۰ است.